# Psychotria tetramera
Psychotria tetramera är en måreväxtart som beskrevs av Julian Alfred Steyermark. Psychotria tetramera ingår i släktet Psychotria och familjen måreväxter. Inga underarter finns listade i Catalogue of Life.